# Maison du Peuple (Châteauroux)
Pour l’article homonyme, voir Maison du peuple.
La maison du Peuple est un monument situé dans la ville de Châteauroux dans l'Indre.
Le centre social, en totalité est inscrit au titre des monuments historiques par arrêté du 28 juin 2001.

## Histoire
Projetée en 1934, la maison du Peuple sera inaugurée en 1937 par Camille Chautemps. 

## Description
L'architecte est Jacques Barge, le peintre-verrier René Lalique.